# Shochiku
Shochiku Company, Limited (松竹株式会社 Shōchiku Kabushiki gaisha?) (TYO: 9601 ) este un studio de film japonez, un lanț de cinematografe și o companie de producție a spectacolelor kabuki. El produce și distribuie, de asemenea, filme anime. Printre regizorii săi cei mai amintiți se numără Yasujirō Ozu, Kenji Mizoguchi, Mikio Naruse, Keisuke Kinoshita și Yōji Yamada. Studioul Shochiku a produs, de asemenea, filme ale unor reputați regizori independenți și „singuratici” precum Takashi Miike, Takeshi Kitano, Akira Kurosawa, Masaki Kobayashi și Hou Hsiao-hsien (din Noul Val Taiwanez).
Shochiku este unul dintre cei patru membri ai Asociației Producătorilor de Filme din Japonia (MPPAJ) și cel mai vechi dintre studiourile de film „Big Four” din Japonia.

## Istoric

### Ca Shochiku Kinema

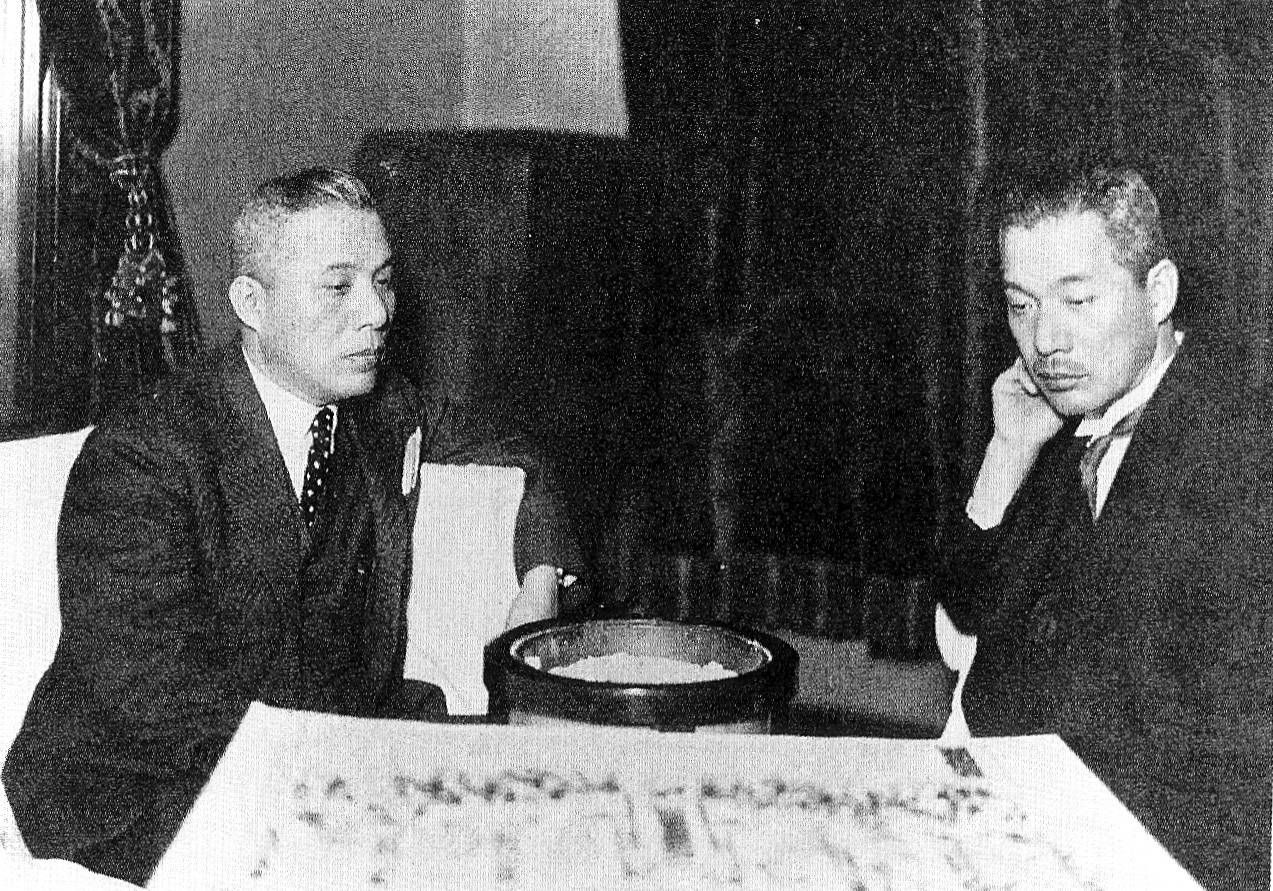
Otani Takejiro și Shirai Matsujiro în 1932

Shochiku a fost fondată în 1895 ca o companie de producție a spectacolelor kabuki și a început să producă filme abia în 1920. Ea este considerată cea mai veche companie japoneză implicată în prezent în producția de film, deși Nikkatsu fusese fondat mai devreme, în 1912, ca un studio exclusiv de film. Fondată de frații Takejirō Ōtani (大谷 竹 次郎) și Matsujirō Shirai (白井松 次郎), compania a fost numită „Matsutake” în 1902 prin citirea combinată kunyomi a ideogramelor kanji take (bambus) și matsu (pin) din numele lor, reflectând cele trei simboluri tradiționale ale fericirii: bambusul, pinul și prunul. Citirea onyomi a numelui Shochiku a apărut pentru prima dată în 1920 odată cu înființarea sucursalei de producție de film „Shochiku Kinema Gōmei-sha“.
Shochiku s-a dezvoltat rapid în primii ani, extinzându-și activitatea prin producerea unor spectacole teatrale în alte stiluri tipice japoneze, inclusiv Noh și Bunraku, și a stabilit aproape un monopol în domeniul producerii spectacolelor teatrale ca urmare a deținerii în proprietate a unui număr mare de teatre, precum și a unor trupe dramatice kabuki și shimpa.
Compania a început să producă filme în 1920, la aproximativ un deceniu după principalul său rival, Nikkatsu. Ea a căutat să se desprindă de modelul jidai-geki, care era predominant în acea vreme, și să imite modelele cinematografice de la Hollywood. Shochiku a fost primul studio de film care a abandonat utilizarea actorilor în travesti și a implementat idei artistice noi în cinematografia japoneză, precum filmarea pe platouri special amenajate și crearea și promovarea unor vedete de film. A construit un studiou principal în zona Kamata, între Tokyo și Yokohama, și l-a angajat pe Henry Kotani, un japonez care lucrase la Hollywood ca actor și operator pentru a regiza primul său film, Femeia din insulă (Shima no Onna, 1920). Compania l-a angajat, de asemenea, pe proeminentul regizor de teatru Kaoru Osanai pentru a conduce o școală în spațiile studioului și a produs filmul Souls on the Road (1921), regizat de Minoru Murata, care este considerat „primul film de referință din istoria Japoniei”.
Cu toate acestea, anii de început ai companiei Shochiku au fost dificili, întrucât publicul prefera mai degrabă filmele istorice jidai-geki mai pline de acțiune decât melodramele shinpa, iar studiourile sale din cartierul Kamata al capitalei Tokyo au fost distruse de Marele Cutremur din Kantō din 1923, forțând o mutare temporară a studiourilor în orașul Kyoto.
Odată cu redeschiderea studiourilor sale din Kamata, Shochiku a introdus genul cinematografic shomin-geki, cu povești realiste care reflectau viața populației urbane din [[clasa de mijlocîî. Aceste drame s-au dovedit extrem de populare și au marcat începutul carierei mai multor regizori (inclusiv Ozu, Naruse și Hiroshi Shimizu) și actori japonezi proeminenți (inclusiv Kinuyo Tanaka).
În 1931 compania Shochiku a lansat primul film sonor realizat în Japonia: Soția vecinului și soția mea (Madamu to nyōbō, 1930). Filmările au devenit tot mai dificile în studiourile Kamata în anii 1930, odată cu industrializarea rapidă a zonei înconjurătoare și construirea de fabrici de muniții și combinate siderurgice, iar Shochiku a decis să închidă studioul în 1936 și să se mute în zona Ōfuna din orașul Kamakura. În anul următor, Shochiku Kinema a fuzionat cu compania-mamă, Shochiku Entertainment, și a adoptat un nou nume: Shochiku Corporation.

### Ca Shochiku Corporation
În anii războiului, președintele companiei Shochiku, Shiro Kido, a contribuit la înființarea Dai Nippon Eiga Kyōkai (Uniunea Cinematografică din Japonia Mare), al cărei scop era să coordoneze eforturile industriei cinematografice cu politica militaristă a guvernului japonez. De la mijlocul anilor 1930 până în 1945, filmele produse de Shochiku și de alte companii japoneze de film au avut un rol propagandistic. După capitularea Japoniei, Kido și Otani (cofondatorul companiei Shochiku) au fost arestați și acuzați de crime de război de clasa A de către autoritățile aliate de ocupație.
În 1953, după încheierea perioadei de ocupație, Kido s-a întors la Shochiku și a relansat filmele melodramatice care fuseseră tipice companiei Shochiku în epoca de dinaintea războiului. Printre regizorii asociați cu Shochiku în această epocă s-au numărat Ozu, Keisuke Kinoshita și Noboru Nakamura. Multe dintre filmele realizate în anii 1950 au fost destinate în primul rând publicului feminin. În special, filmul în trei părți Care este numele tău? (Kimi no na wa?), realizat de Hideo Oba în 1953, a fost filmul cu cel mai mare succes comercial al perioadei. Filmul Poveste din Tokyo (1953) al lui Ozu a câștigat ulterior numeroase premii, fiind selectat în sondajul criticilor internaționali Sight &amp; Sound din 2012 ca al treilea cel mai bun film din toate timpurile.
La începutul anilor 1960, filmele produse de compania Shochiku au fost criticate ca fiind „de modă veche”, datorită creșterii popularității filmelor orientate spre tineret (Taiyo-zoku) ale companiei rivale Nikkatsu. Răspunsul studioului a fost lansarea Noului Val Japonez (Nuberu bagu), care a propulsat și cariera lui Nagisa Oshima, deși Oshima a devenit în curând cineast independent; filmele lui Oshima și ale altor producători de filme nu au avut însă succes financiar, iar compania și-a schimbat politica de producție.
Cu toate acestea, creșterea influenței televiziunii a dus la falimentul unor concurenți ai companiei Shochiku (Shintoho în 1961 și Daiei în 1971) și la orientarea companiilor Nikkatsu și Toei către filmele cu gangsteri și pornografia soft pentru a-și menține cota de piață. Shochiku a continuat să atragă publicul prin producțiile sale cinematografice adresate familiilor, datorită în mare parte succesului fenomenal al seriei Otoko wa Tsurai yo, realizate de Yōji Yamada din 1969 până în 1997. Cu toate acestea, odată cu moartea vedetei Kiyoshi Atsumi, seria s-a încheiat, iar compania s-a confruntat cu dificultăți financiare din ce în ce mai mari.
Studioul Ōfuna a fost transformat în scurt timp într-un parc tematic, Kamakura Cinema World, dar acesta a fost închis în 1998, iar terenul a fost vândut în 2000 către Colegiul Feminin din Kamakura. Începând de atunci, Shochiku s-a bazat doar pe studioul său de film din Kyoto. Filmul Un samurai în amurg al lui Yamada (Tasogare Seibei, 2002) a fost nominalizat la Premiul Oscar pentru cel mai bun film străin.
Shochiku a activat și ca distribuitor cinematografic al filmelor anime. Printre producțiile anime pe care le-a distribuit se numără seria Cardcaptor Sakura și filmele Mobile Suit Gundam, Origin: Spirits of the Past, Piano no Mori, Ghost in the Shell, Fullmetal Alchemist the Movie: Conqueror of Shamballa, Fullmetal Alchemist: The Sacred Star of Milos, Sword of The Stranger, Fairy Tail the Movie: Phoenix Priestess, The Dog of Flanders și Jungle Emperor Leo.

## Acționari
în octombrie 2015
- Kabuki-za Theatrical Corp., 3,44%
- Mizuho Corporate Bank, 3,22%

## Lista parțială a filmelor lui Shochiku
- Souls on the Road (1921), regizat de Minoru Murata
- The Neighbor's Wife and Mine (1931), regizat de Heinosuke Gosho
- I Was Born, But... (1932), regizat de Yasujirō Ozu
- Every-Night Dreams (1933), regizat de Mikio Naruse
- Mr. Thank You (1936), regizat de Hiroshi Shimizu
- Momotaro's Divine Sea Warriors, regizat de Mitsuyo Seo
- A Ball at the Anjo House (1947), regizat de Kozaburo Yoshimura
- President and a Female Clerk (1948), muzică de Akira Ifukube
- The New Version of the Ghost of Yotsuya (1949) a.k.a. Shinshaku Yotsuya kaidan; filmat în două părți[7]
- Carmen Comes Home (1951), color
- Idiot (1951), monocrom
- Twenty-Four Eyes (1954)
- The Mask of Destiny (1955)[8]
- The Dancing Mistress (1957) a.k.a. Kaidan Iro-Zange Kyoran Onna Shisho, regizat de Ryosuke Kurahashi[9]
- The Ballad of Narayama (1958), film color/GrandScope
- Harakiri (1962) a.k.a. Sepuku, în Shochiku-Regalscope
- Samurai Spy (1962) in Shochiku-European Scope
- The X From Outer Space (1967) a.k.a. Uchu daikaiju Guirara / Giant Space Monster Guirara, regizat de Kazui Nihonmatsu; film color/Scope[10]
- Black Lizard (1968) a.k.a. Kurotokage; in Color/Scope[11]
- Curse of the Blood (1968) a.k.a. Cruel Ghost Legend; film color/Scope[12]
- Goke, Body Snatcher from Hell (1968) a.k.a. Vampire Gokemidoro; film color/Scope[13]
- Genocide (1968) a.k.a. War of the Insects, regizat de Kazui Nihonmatsu; film color/Scope[13]
- The Living Skeleton (1968), film alb-negru/Scope[14]
- The Black Rose Inn (1969) a.k.a. Kurobarano yakata[8]
- The Rendezvous (1972), film color (Fujicolor)/CinemaScope
- The Castle of Sand (1974), film color/Scope
- Village of the Eight Gravestones (1977) a.k.a. Yatsu hukamura[10]
- Demon Pond (1979) a.k.a. Yashagaike[15]
- Children of Nagasaki (1982), film color pe ecran lat
- Hachiko Monogatari (1987) a.k.a. The Tale of Hachiko, regizat de Seijirō Kōyama
- The Discarnates (1988), film color/VistaVision
- Venus Wars (1989), film de animație
- The Guyver (1991)[8]